# Associazione della Penna
L'Associazione della Penna (in arabo الرابطة القلمية‎?, al-Rābiṭah al-Qalamiyyah) fu un circolo politico-letterario fondato ufficialmente il 28 aprile 1920 a New York (un primo tentativo risale al 1916) da Kahlil Gibran e altri scrittori arabi siro-libanesi emigrati negli Stati Uniti, tra i quali Amin al-Rihani, Elia Abu Madi, Mikha'il Nu'ayma e Nasib Aridah. L'associazione, che si proponeva tra l'altro di pubblicare gli scritti di autori arabi meritevoli, incoraggiandoli con l'istituzione di premi letterari, cessò di fatto ogni attività con la morte del presidente Kahlil Gibran nel 1931.